# Carlsberg (Pfalz)

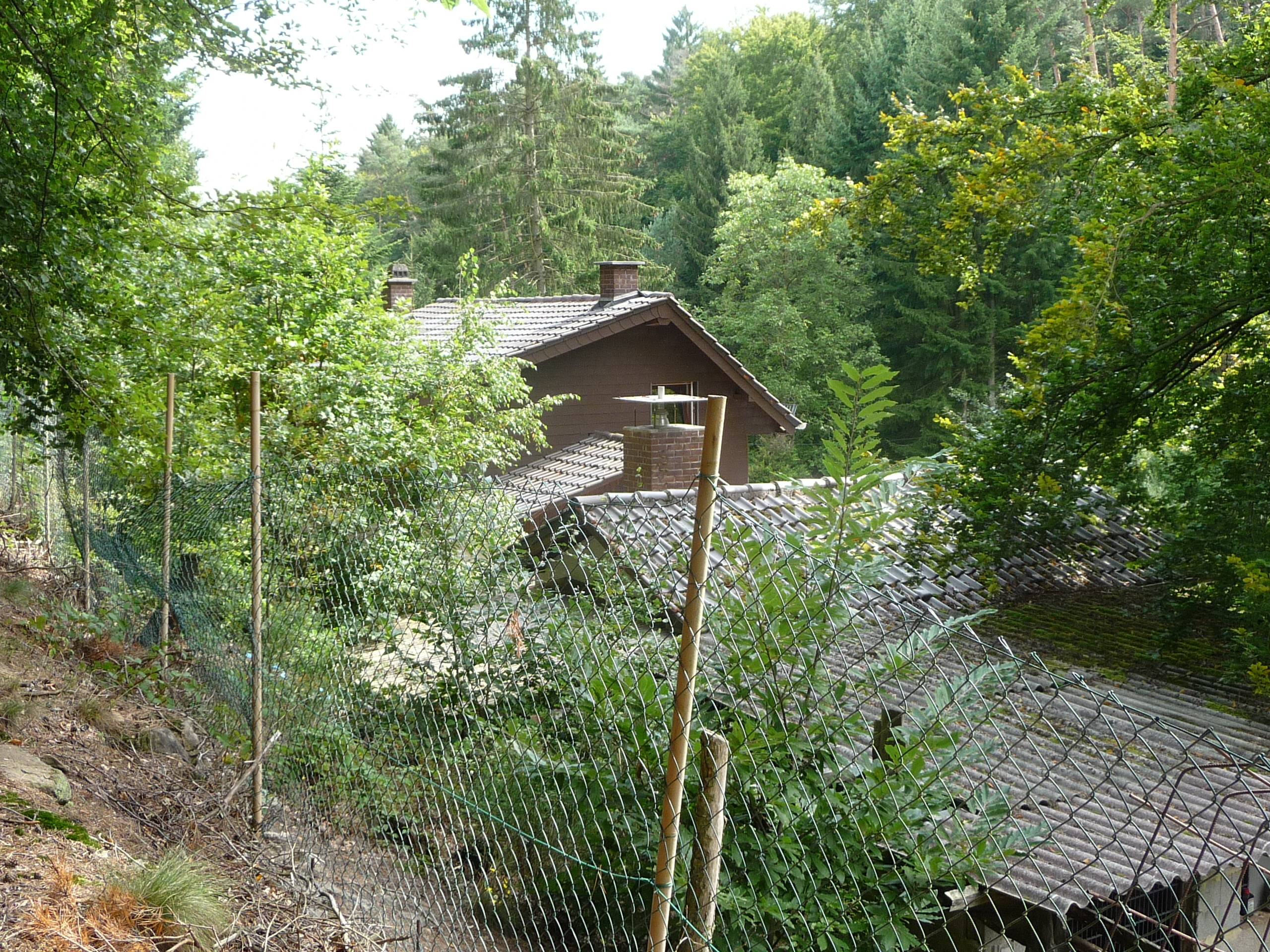
Landschaftsbild innerhalb von Carlsberg

Carlsberg ist eine Ortsgemeinde im Landkreis Bad Dürkheim in Rheinland-Pfalz. Sie ist nach der Einwohnerzahl die größte Gemeinde der Verbandsgemeinde Leiningerland. Carlsberg ist ein staatlich anerkannter Erholungsort.

## Geographie
Der Ort liegt am nördlichen Rand des Pfälzerwaldes innerhalb dessen Teilbereich Stumpfwald zwischen dem Gebirgszug der Haardt im Süden und der Autobahn A6 im Norden im Leiningerland auf einer Höhe von 330 m. Die Gemeinde besteht aus den beiden Ortsteilen Carlsberg und Hertlingshausen. Im Gemeindegebiet entspringt der Eckbach.

## Geschichte
Auf der Gemarkung von Carlsberg bestand im Mittelalter die Siedlung Seckenhusen, an die noch der Seckenhäuserhof erinnert. Auf einer Rodungsfläche am Matzenberg entstanden im zweiten Viertel des 18. Jahrhunderts zahlreiche Hofstellen. Die Streusiedlung wurde zunächst Matzenberg genannt. Der ab 1753 bezeugte Name Carlsberg erinnert an den seit 1740 regierenden Grafen Georg Carl I. August Ludwig von Leiningen-Westerburg-Neuleiningen, der Carlsberg als Dorf etablierte.
Älter als Carlsberg selbst ist sein Ortsteil Hertlingshausen. In Hertlingshausen bestand seit etwa 1160 das Augustinerinnen-Kloster Hertlingshausen. Dieses wurde erstmals 1212 urkundlich als Hertingeshusen erwähnt. Nach einem Großbrand 1460 und einer Plünderung 1504 gab man das Kloster 1520/21 auf. Bei der Klosteraufhebung war der Ort bereits existent, da stattdessen eine Pfarrei errichtet wurde. Der lokalen Überlieferung nach soll aus den Steinen des Klosters der Großteil des Dorfes aufgebaut worden sein.
Von 1798 bis 1814, als die Pfalz Teil der Französischen Republik (bis 1804) und anschließend Teil des Napoleonischen Kaiserreichs war, war Carlsberg in den Kanton Grünstadt eingegliedert und Sitz einer eigenen Mairie, die zusätzlich Hertlingshausen umfasste. 1815 wurde das Dorf nach dem Wiener Kongress Österreich zugeschlagen. Bereits ein Jahr später wechselte es wie die gesamte Pfalz in das Königreich Bayern. Von 1818 bis 1862 gehörte der Ort dem Landkommissariat Frankenthal an; aus diesem ging das Bezirksamt Frankenthal  hervor.
Ab 1939 war die Gemeinde Bestandteil des Landkreises Frankenthal (Pfalz). Nach dem Zweiten Weltkrieg wurde der Ort innerhalb der französischen Besatzungszone Teil des damals neu gebildeten Landes Rheinland-Pfalz. Im Zuge der ersten rheinland-pfälzischen Verwaltungsreform wechselte der Ort in den neu geschaffenen Landkreis Bad Dürkheim; zeitgleich wurde der Nachbarort Hertlingshausen nach Carlsberg eingemeindet. Drei Jahre später wurde Carlsberg Bestandteil der ebenfalls neu geschaffenen Verbandsgemeinde Hettenleidelheim. 2018 erfolgte die Zuordnung zur Verbandsgemeinde Leiningerland.

## Politik

### Gemeinderat
Der Gemeinderat in Carlsberg besteht aus 20 Ratsmitgliedern, die bei der Kommunalwahl am 9. Juni 2024 in einer personalisierten Verhältniswahl gewählt wurden, und dem ehrenamtlichen Ortsbürgermeister als Vorsitzendem.
Die Sitzverteilung im Gemeinderat:
| Wahl | SPD | CDU | FW * | iCH * | Gesamt   |
| ---- | --- | --- | ---- | ----- | -------- |
| 2024 | 6   | 10  | 4    | –     | 20 Sitze |
| 2019 | 7   | 9   | 4    | –     | 20 Sitze |
| 2014 | 6   | 10  | 4    | –     | 20 Sitze |
| 2009 | 5   | 9   | 5    | 1     | 20 Sitze |
| 2004 | 5   | 8   | 3    | 4     | 20 Sitze |

### Bürgermeister
Patrick Schmitt (CDU) wurde am 10. Juli 2024 Ortsbürgermeister von Carlsberg. Bei der Direktwahl am 9. Juni 2024 hatte er sich mit 76,3 % der Stimmen gegen einen unabhängigen Kandidaten durchgesetzt.
Schmitts Vorgänger Werner Majunke (CDU) hatte das Amt 20 Jahre ausgeübt und war zur Wahl 2024 nicht mehr angetreten. Letztmalig war er bei der Kommunalwahl 2019 mit 55,88 Prozent der Stimmen wiedergewählt worden.

### Wappen
| Wappen von Carlsberg | Blasonierung: „In Rot ein durchgehendes angetatztes goldenes Kreuz, oben links eine silberne Lilie, oben rechts ein silbernbewehrter silberner Adler, unten links eine schräglinks gelegte wachsende goldene Speerspitze, unten rechts eine wachsende grüne Tanne.“ |
| Wappen von Carlsberg | Wappenbegründung: Es wurde am 25. Februar 1970 von der Bezirksregierung Rheinhessen-Pfalz genehmigt und entspricht dem 1963 durch das Mainzer Innenministerium genehmigten Wappen von Hertlingshausen (seit 7. Juni 1969 Ortsteil von Carlsberg). Das ehemals leiningen-westerburgische Dorf Hertlingshausen ist aus dem gleichnamigen Kloster entstanden. Auf die Augustiner-Chorfrauen verweist die Lilie, auf die Westerburgische Herrschaft das goldene Kreuz in Rot, auf die Leininger Grafen der Adler. Speer und Tanne als Zeichen für Wild und Wald charakterisieren die landschaftliche Lage der Gemeinde. |

## Kultur

### Kulturdenkmäler

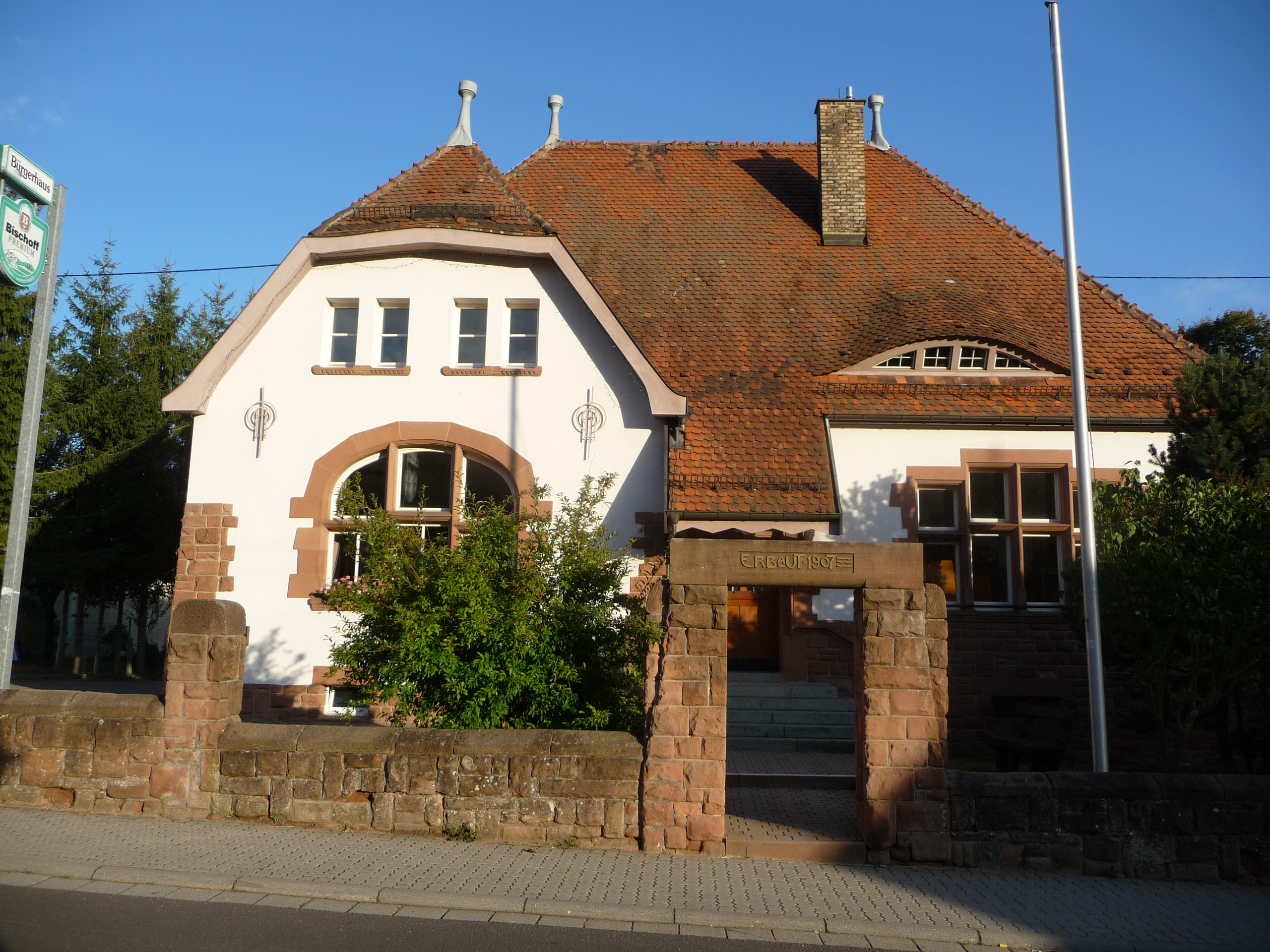
Denkmalgeschütztes Gemeinschaftshaus

Der jüdische Friedhof ist als Denkmalzone ausgewiesen. Hinzu kommen insgesamt elf Einzelobjekte, die unter Denkmalschutz stehen.

### Natur
Einziges Naturdenkmal vor Ort ist das Ensemble Fünf über 100-jährige Bäume.

### Brauchtum
Aufgrund der Tatsache, dass in und um Carlsberg viele jüdische Wanderhändler lebten, entwickelte sich vor Ort die Händlersprache Lotegorisch.

### Partnerschaften
Mit Leißling an der Saale wurde eine Gemeindepartnerschaft und mit Carlsberg in der Lausitz eine Bürgerfreundschaft vereinbart.

## Wirtschaft und Infrastruktur

### Bildung
Vor Ort existiert die Grundschule am Atzenberg.

### Tourismus
Durch das Siedlungsgebiet verlaufen der Leininger Klosterweg und ein mit einem blau-roten Balken gekennzeichneter Weg, der eine Verbindung Kirchheimbolanden und Pirmasens herstellt. Ein solcher, der mit einem grün-weißen Balken gekennzeichnet ist, verbindet die Gemeinde mit Sankt Martin und ein solcher der mit einem grün-roten Balken markiert ist, führt von Kaiserslautern nach Neuleiningen. Darüber hinaus ist die Gemeinde nördlicher Ausgangspunkt eines Wanderwegs, der mit einem roten Punkt markiert ist und westlicher Beginn des Eckbach-Mühlenwanderweg. Durch den äußersten Nordosten der Gemarkung führen zudem der mit einem gelben Kreuz markierte Fernwanderweg Saar-Rhein-Main und der mit einem blauen Balken markierte Fernwanderweg Staudernheim–Soultz-sous-Forêts.

## Persönlichkeiten

### Söhne und Töchter der Gemeinde
- Hermann Euler (1878–1961), Zahnmediziner
- Leonhard Joa (1909–1981), Automobilrennfahrer
- Otto Wilms (1915–1992), Pfälzer Heimat- und Mundartdichter

### Persönlichkeiten
- Rudi Klug (1938–2022)[14], Träger des Verdienstordens des Landes Rheinland-Pfalz, wohnte vor Ort
- Hans Ponader (1911–1988), Pfälzer Heimat- und Mundartdichter